# Haplognathiidae
Haplognathiidae is een familie in de taxonomische indeling van de tandmondwormen (Gnathostomulida).